# 4147-es mellékút (Magyarország)
A 4147-es számú közút egy 7,3 kilométer hosszú, négy számjegyű országos közút Szabolcs-Szatmár-Bereg vármegye északi részén; Tiszabezdéd és Záhony között húzódik, de tulajdonképpen Győröcske községet köti össze a két előbbi településsel, mint déli és északkeleti szomszédaival. Bizonyosnak tűnik, hogy néhány évtizeddel ezelőtt még a 4-es főút része volt.

## Nyomvonala
Tiszabezdéd déli külterületei között ágazik ki a 4145-ös útból észak felé, lényegében ez utóbbinak egyenes folytatásaként az idáig követett irányában (mivel a 4145-ös ezen a szakaszán az addigi irányát elhagyva északkeletnek kanyarodik). Kevesebb, mint fél kilométeren belül több iparvágányt is keresztez, majd bő fél kilométer után beér Tiszabezdéd belterületére, ahol a Jókai út nevet veszi fel, a központot elhagyva pedig Kossuth Lajos út lesz a neve. Nagyjából 2,6 kilométer után kilép a belterületről, észak-északnyugati irányban, majd keresztezi a (Budapest–)Budapest–Záhony-vasútvonalat Tiszabezdéd megállóhely térségének északi szélénél. A 3. kilométere után, körforgalmú csomópontban keresztezi a 4-es főutat, amely itt kevéssel a 337. kilométere előtt jár.
3,7 kilométer megtételét követően egy közel 90 fokos irányváltással északkeleti irányba fordul, így lépi át, körülbelül 4,4 kilométer után Tiszabezdéd és Győröcske határát. Nem sokkal ezután már győröcskei belterületen húzódik, Tisza út néven, amire pedig túljut 5,3 kilométer teljesítésén, már ki is lép a lakott területek közül. Még a 6. kilométere előtt átlépi Záhony határát, s nem sokkal azután véget is ér – még mielőtt elérhetné a város belterületének nyugati szélét – visszatorkollva a 4-es főútba, annak a 340+600 kilométerszelvénye közelében. Ugyanott ágazik ki északkeletnek, egyenes folytatásaként a 4115-ös út, Záhony belvárosa és Zsurk felé.
Teljes hossza, az országos közutak térképes nyilvántartását szolgáló kira.gov.hu adatbázisa szerint 7,274 kilométer.

## Települések az út mentén
- Tiszabezdéd
- Győröcske
- Záhony

## Története
Mai vonalvezetésének több jellegzetessége is arra utal, és korábbi térképi adatok is azt támasztják alá, hogy néhány évtizeddel ezelőtt ez az út még teljes hosszában a 4-es főút része volt. A Kartográfia Vállalat 1970-ben kiadott, 1:525 000-ös léptékű Magyarország autótérképe egyértelműen úgy jelöli a 4-es főutat, mint ami keresztülhalad Tiszabezdéd és Győröcske központján, a kettő között átszelve a vasút nyomvonalát is – vagyis pontosan olyan útként, mint ami a mai 4147-es vonalvezetését követi. Főút státuszát valamikor 2000 előtt veszíthette el: egy 2000-es kiadású autóatlasz ugyanis már az új, településeket elkerülő nyomvonalán húzódó 4-es főút alárendelt útjaként ábrázolja ezt az útszakaszt.